# Leopold Grützmacher
Leopold Grützmacher, född 4 september 1835 i Dessau, död 26 februari 1900 i Weimar, var en tysk cellist och tonsättare. Han var far till Friedrich Grützmacher den yngre.
Grützmacher, som var lärjunge till sin bror Friedrich Grützmacher, blev förste cellist och professor i Weimar.